# Edessa, Hy Lạp
Edessa (tiếng Hy Lạp: ?) là một khu tự quản ở vùng Trung Makedonías, Hy Lạp. Khu tự quản Edessa có diện tích 611 km², dân số theo điều tra ngày 18 tháng 3 năm 2001 là 29568 người.